# Вашингтон, Кермит
Кермит Алан Вашингтон (англ. Kermit Alan Washington; родился 17 сентября 1951 года, Вашингтон, Округ Колумбия, США) — американский профессиональный баскетболист.

## Карьера игрока
Играл на позиции тяжёлого форварда. Учился в Американском университете, в 1973 году был выбран на драфте НБА под 5-м номером командой «Лос-Анджелес Лейкерс». Позже выступал за команды «Бостон Селтикс», «Сан-Диего Клипперс», «Портленд Трэйл Блэйзерс» и «Голден Стэйт Уорриорз». Всего в НБА провёл 10 сезонов. Один раз принимал участие в матче всех звёзд НБА (1980). Два раза включался во 2-ю сборную всех звёзд защиты НБА (1980—1981). В 1973 году включался во 2-ю всеамериканскую сборную NCAA. Всего за карьеру в НБА сыграл 507 игр, в которых набрал 4666 очков (в среднем 9,2 за игру), сделал 4232 подбора, 695 передач, 403 перехвата и 550 блок-шотов.

## «Знаменитый» удар и его последствия
9 декабря 1977 года, во время матча между «Лейкерс» и «Хьюстон Рокетс», на площадке вспыхнула драка между несколькими игроками команд. В одном из моментов Вашингтон схватил за шорты игрока «Рокетс» Кевина Куннерта, тот в ответ отмахнулся локтем, который попал в плечо Вашингтона. Что произошло дальше, оспаривается: Вашингтон, несколько игроков «Лейкерс» и форвард «Рокетс» Роберт Рейд настаивают на том, что Кевин ударил Кермита, Куннерт же заявил, что Вашингтон замахнулся первым, после чего он попытался освободиться от его захвата. Судья сказал, что видел только последующую драку между Куннертом и Абдул-Джаббаром, и между Куннертом и Вашингтоном. Вашингтон и Абдул-Джаббар отвергают эту версию.
Абдул-Джаббар подбежал к Кевину сзади и схватил руками, чтобы попытаться вытащить его из потасовки. Но это только сделало его беззащитным и он получил удар от Кермита, который пришёлся ему в голову и свалил его на одно колено.
Вашингтон увидел, что к месту драки бежит Руди Томьянович. Руди имел в лиге репутацию миротворца. Не зная, что он намеревался растащить дерущихся, Кермит ударил Томьяновича с разворота. Удар застал Руди врасплох, в результате чего он получил перелом лицевой кости и потерял сознания в луже собственной крови посреди арены. Абдул-Джаббар сравнил звук удара со звуком падения арбуза на бетон. Игроки, участвовавшие в матче, сказали, что сразу после падения Руди, арена затихла и что они никогда не слышали столь «громкое молчание».
Томьянович сам смог встать и пойти, а по пути в раздевалку он увидел Вашингтона. Руди рассказывал, что он очень разозлился и спросил Кермита, почему он ударил его. Вашингтон кричал что-то о Куннерте, что именно Руди не расслышал, так как они были разделены охранниками для безопасности. Томьянович был не в состоянии драться, несмотря на его агрессивность. Перелом черепа был таким, что его спинномозговая жидкость и кровь текли ему в рот. Позднее он вспоминал, что во время инцидента, он думал, что на него упало табло. Доктор, который работал с Томьяновичем сравнил операцию со склеиванием вместе разбитой яичной скорлупы скотчем.
Этот случай и его последствия описываются в книге Джона Фейнштейна «Одна ночь, две жизни и драка, которая изменила баскетбол навсегда».
Вашингтон был оштрафован на 10 000 долларов, и дисквалифицирован на 60 дней, включающих в себя 26 игр.
В 70-х годах драки на площадке были очень распространены и особо не карались. В результате удара Вашингтона лига приняла строгие наказания за подобные инциденты. С 2010 года любой игрок, который пытается ударить другого, даже если он не попадает, автоматически удаляется из игры и пропускает следующую. Также НБА добавила третьего судью.
После инцидента жизнь Вашингтона и его семьи очень усложнилась. Потоки ненависти, расовые эпитеты, опасения, что он будет отравлен и др. На момент «знаменитого» удара жена Вашингтона была на восьмом месяце беременности и её акушер отказался обслуживать её, потому что она была женой Кермита.
27 декабря 1977 года Вашингтон был продан в «Бостон Селтикс». Годы спустя Джерри Уэст, который был тренером «Лейкерс» в то время, сказал что он не хотел продавать Кермита. Вашингтон сразу завоевал расположение поклонников новой команды, чему очень поспособствовала статья журналиста «The Boston Globe» Боба Райана, написанная после изучения его жизни и проведённого вместе с ним времени.

## Личная жизнь
25 мая 2016 года Вашингтону было предъявлено обвинение в хищении 500 000 долларов из благотворительного фонда. 4 декабря 2017 года он признал свою вину, однако заявил, что не брал деньги, которые жертвовались в его фонд. Он использовал фонд для отмывания денег и тратил на свои нужды лишь те, которые были получены незаконным путём. В июле 2018 года он был приговорён к шести годам в федеральной тюрьме.

## Статистика

### Статистика в НБА
| Сезон                                                                                    | Команда            | Регулярный сезон | Регулярный сезон | Регулярный сезон | Регулярный сезон | Регулярный сезон | Регулярный сезон | Регулярный сезон | Регулярный сезон | Регулярный сезон | Регулярный сезон | Регулярный сезон | Серия плей-офф | Серия плей-офф | Серия плей-офф | Серия плей-офф | Серия плей-офф | Серия плей-офф | Серия плей-офф | Серия плей-офф | Серия плей-офф | Серия плей-офф | Серия плей-офф |
| Сезон                                                                                    | Команда            | GP               | GS               | MPG              | FG%              | 3P%              | FT%              | RPG              | APG              | SPG              | BPG              | PPG              | GP             | GS             | MPG            | FG%            | 3P%            | FT%            | RPG            | APG            | SPG            | BPG            | PPG            |
| ---------------------------------------------------------------------------------------- | ------------------ | ---------------- | ---------------- | ---------------- | ---------------- | ---------------- | ---------------- | ---------------- | ---------------- | ---------------- | ---------------- | ---------------- | -------------- | -------------- | -------------- | -------------- | -------------- | -------------- | -------------- | -------------- | -------------- | -------------- | -------------- |
| 1973/74                                                                                  | Лейкерс            | 45               |                  | 8,9              | 48,3             |                  | 53,1             | 3,3              | 0,4              | 0,5              | 0,4              | 3,8              | 3              |                | 4,7            | 45,5           |                | 71,4           | 3,3            | 0,3            | 0,3            | 0,0            | 5,0            |
| 1974/75                                                                                  | Лейкерс            | 55               |                  | 17,3             | 42,0             |                  | 59,0             | 6,4              | 1,2              | 0,5              | 0,6              | 4,5              | Не участвовал  | Не участвовал  | Не участвовал  | Не участвовал  | Не участвовал  | Не участвовал  | Не участвовал  | Не участвовал  | Не участвовал  | Не участвовал  | Не участвовал  |
| 1975/76                                                                                  | Лейкерс            | 36               |                  | 13,7             | 43,3             |                  | 68,2             | 4,6              | 0,6              | 0,3              | 0,7              | 3,4              | Не участвовал  | Не участвовал  | Не участвовал  | Не участвовал  | Не участвовал  | Не участвовал  | Не участвовал  | Не участвовал  | Не участвовал  | Не участвовал  | Не участвовал  |
| 1976/77                                                                                  | Лейкерс            | 53               |                  | 25,3             | 50,3             |                  | 70,6             | 9,3              | 0,9              | 0,8              | 1,0              | 9,7              | Не участвовал  | Не участвовал  | Не участвовал  | Не участвовал  | Не участвовал  | Не участвовал  | Не участвовал  | Не участвовал  | Не участвовал  | Не участвовал  | Не участвовал  |
| 1977/78                                                                                  | Лейкерс            | 25               |                  | 30,0             | 45,1             |                  | 61,8             | 11,2             | 1,2              | 0,8              | 1,0              | 11,5             | Не участвовал  | Не участвовал  | Не участвовал  | Не участвовал  | Не участвовал  | Не участвовал  | Не участвовал  | Не участвовал  | Не участвовал  | Не участвовал  | Не участвовал  |
| 1977/78                                                                                  | Бостон             | 32               |                  | 27,1             | 52,1             |                  | 75,0             | 10,5             | 1,3              | 0,9              | 1,3              | 11,8             | Не участвовал  | Не участвовал  | Не участвовал  | Не участвовал  | Не участвовал  | Не участвовал  | Не участвовал  | Не участвовал  | Не участвовал  | Не участвовал  | Не участвовал  |
| 1978/79                                                                                  | Сан-Диего Клипперс | 82               |                  | 33,7             | 56,2             |                  | 68,8             | 9,8              | 1,5              | 1,0              | 1,5              | 11,3             | Не участвовал  | Не участвовал  | Не участвовал  | Не участвовал  | Не участвовал  | Не участвовал  | Не участвовал  | Не участвовал  | Не участвовал  | Не участвовал  | Не участвовал  |
| 1979/80                                                                                  | Портленд           | 80               |                  | 33,2             | 55,3             | 0,0              | 64,2             | 10,5             | 2,1              | 0,9              | 1,6              | 13,4             | 3              |                | 40,3           | 50,0           | 0,0            | 62,5           | 10,3           | 2,0            | 0,3            | 1,3            | 10,3           |
| 1980/81                                                                                  | Портленд           | 73               |                  | 29,0             | 56,9             | 0,0              | 62,8             | 9,4              | 2,0              | 1,2              | 1,2              | 11,4             | 3              |                | 42,7           | 52,2           | 0,0            | 100,0          | 17,3           | 2,3            | 2,7            | 0,7            | 8,7            |
| 1981/82                                                                                  | Портленд           | 20               | 4                | 20,9             | 48,7             | -                | 58,5             | 5,9              | 1,5              | 0,5              | 0,8              | 5,0              | Не участвовал  | Не участвовал  | Не участвовал  | Не участвовал  | Не участвовал  | Не участвовал  | Не участвовал  | Не участвовал  | Не участвовал  | Не участвовал  | Не участвовал  |
| 1987/88                                                                                  | Голден Стэйт       | 6                | 1                | 9,3              | 50,0             | -                | 100,0            | 3,2              | 0,0              | 0,7              | 0,7              | 2,7              | Не участвовал  | Не участвовал  | Не участвовал  | Не участвовал  | Не участвовал  | Не участвовал  | Не участвовал  | Не участвовал  | Не участвовал  | Не участвовал  | Не участвовал  |
|                                                                                          | Всего              | 507              | 5                | 25,3             | 52,6             | 0,0              | 65,6             | 8,3              | 1,4              | 0,8              | 1,1              | 9,2              | 9              |                | 29,2           | 50,0           | 0,0            | 70,6           | 10,3           | 1,6            | 1,1            | 0,7            | 8,0            |
| Наведите курсор мыши на аббревиатуры в заголовке таблицы, чтобы прочесть их расшифровку. |                    |                  |                  |                  |                  |                  |                  |                  |                  |                  |                  |                  |                |                |                |                |                |                |                |                |                |                |                |